# Antarktistärna
Antarktistärna (Sterna vittata) är en mycket sydligt förekommande fågel i familjen måsfåglar inom ordningen vadarfåglar, nära släkt med norra halvklotets fisktärna och silvertärna.

## Utseende
Antarktistärnan är en medelstor (41 cm) tärna med i sommardräkt röd näbb, röda ben och svart hätta. Ovansidan är grå med mörka spetsar och kanter på de yttre handpennorna. Även undersidan är grå, under svarta hättan vanligen ett vitaktigt band. Övergumpen och stjärten är vit.
Vintertid har den mörkare ben och näbb, på huvudet tecknad som en silvertärna (se denna). Den skiljer sig dock från denna, liksom sydamerikansk tärna och fisktärna i vinterdräkt, på kortare och grövre näbb, ingen mörk bakkant på undersidan av handpennorna och ovantill mörkare yttre handpennor. Kerguelentärnan är mindre, mörkare under, mer tydligt ljust band på kinden och en mörkare, mindre näbb.

## Utbredning och systematik
Antarktistärnan häckar på ett antal öar i södra Atlanten, södra Indiska oceanen och söder om Nya Zeeland, dock endast marginellt på själva Antarktis. Efter häckningen flyttar den så långt norrut som till södra Sydamerika och Sydafrika. Arten delas in i två grupper med sex underarter, med följande häckningsutbredning:
- vittata-gruppen
  - Sterna vittata tristanensis – Tristan da Cunha och Gough Island
  - Sterna vittata sanctipauli – Amsterdamön och Saint-Paul
  - Sterna vittata gaini – Sydshetlandsöarna och Antarktiska halvön söderut till Marguerite Bay
  - Sterna vittata vittata – Prins Edwardöarna, Crozetöarna och Kerguelen och Heard Island i södra Indiska Oceanen
  - Sterna vittata bethunei – Stewart Island, Snareöarna, Aucklandöarna, Campbellön, Macquarieön, Bountyöarna och Antipodöarna
- Sterna vittata georgiae – Sydgeorgien, Sydorkneyöarna, Sydsandwichöarna och Bouvetön

Antarktistärnan är närmast släkt med norra halvklotets fisktärna, silvertärna och rosentärna samt sydamerikansk tärna.

## Levnadssätt
Antarktistärnan är en sällskaplig fågel året runt och häckar i kolonier mellan september och maj. Den är uttryckligen havsbunden i sina vanor.

## Status och hot
Arten har ett stort utbredningsområde och en stor population med okänd utveckling. Utifrån dessa kriterier kategoriserar IUCN arten som livskraftig (LC).